# 蜂須賀隆喜
蜂須賀 隆喜（はちすか たかよし）は、阿波徳島藩の藩主一門。2代藩主蜂須賀忠英の五男。
当初家老、後に藩主一門となった。長男の隆長は阿波富田藩第2代藩主、三男の宗英は徳島藩第7代藩主となっている。
元禄11年（1698年）10月24日死去、享年56。